# کادالی
کادالی (انگلیسی: Caudalie) شرکت لوازم بهداشتی فرانسوی است، که در سال ۱۹۹۵ تأسیس شد.